# Велика різниця
«Вели́ка різни́ця» (рос. Больша́я ра́зница) — розважальна пародійна телевізійна програма, що транслювалася російською мовою на Першому каналі (рос. Первый канал) у 2008—2014 роках і у 2024 року; у 2012—2014 роках — під назвою «Велика різниця ТБ». Ведучі — Нонна Грішаєва і Сергій Бурунов. Український варіант програми створювався каналами ICTV, (2009—2010), 1+1 (2011) і Інтер (2012-2013), повтори були на ТЕТ (2013), НТН (2015) і ZOOM (2018)
Повтори російської версії були на НЛО TV (2012) і К1 (2013-2014)

## Актори

### Основний склад
- Сергій Бурунов
- Нонна Гришаєва
- Олександр Олешко
- Віктор Андрієнко
- Володимир Кісаров
- Ольга Мединич
- В'ячеслав Манучаров
- Валентина Рубцова
- Ігор Кістол
- Галина Коньшина
- Світлана Галка
- Олексій Федотов
- Марія Зикова
- Володимир Жуков
- Олександр Лобанов
- Дмитро Малашенко

### 1 випуск
- Едуард Радзюкевіч
- Федір Добронравов
- Михайло Поліцеймако

### Скетч з зіркою
Уральскі пельмені
Андрій Рожков (2008)
В'ячеслав М'ясников (2008)
Дмитро Брекоткін (2008)
Інші
Пилип Кіркоров
Ксенія Собчак
Михайло Шац
Олександр Гудков
Гоша Куценко
Олів'є-шоу (2010-2011)
Христина Асмус (пародія на казку «12 місяців»)

## Автори
- Кирило Керзок
- Костянтин Ворончіхін
- Андрій Рожков
- Руслан Сорокін
- Максим Туханін
- Дмитро Звірків
- Віталій Коломієць
- Олексій Александров
- Дмитро Галдін
- Денис Хорошун
- Артем Гончаров
- Сергій Кінстлер

## Трансляція

### Українська версія
| Телеканал | Рік ефіру           |
| --------- | ------------------- |
|           | 2009—2010           |
|           | 2011                |
|           | 2012—2015           |
|           | 2013 (повтори)      |
|           | 2015 (повтори)      |
|           | 2015—2018 (повтори) |

### Російська версія
| Телеканал | Рік ефіру                                       |
| --------- | ----------------------------------------------- |
|           | 2008—2014, 2018, 2019, 2024—тепер.час (повтори) |
|           | 2009—2011                                       |
|           | 2012 (повтори)                                  |
|           | 2013—2014 (повтори)                             |
|           | 2013—2016 (повтори)                             |
|           | 2016—2019 (повтори)                             |
|           | 2018—2019 (повтори)                             |